# Wheelhouse
Wheelhouse é o décimo álbum de estúdio do artista country norte-americano Brad Paisley. Foi lançado em 9 de abril de 2013, pela gravadora Arista Nashville. Diferentemente dos seus álbuns anteriores, produzidos por Frank Rogers, Paisley foi o único produtor do álbum.